# Blue Chips
Blue chips és una pel·lícula estatunidenca dirigida per William Friedkin, estrenada el 1994.

## Argument
Com fa l'entrenador d'un equip de bàsquet estatunidenc, per portar el seu equip a la victòria, i acceptar compromisos per primera vegada de la seva vida. I com, després de la victòria, denunciarà públicament les maquinacions de les que ha estat còmplice.

## Producció
Aquesta pel·lícula va ser filmada a Frankfort, Indiana i French Lick, Indiana, així com a Chicago i Nova Orleans i a Los Angeles en el campus de la Universitat de Califòrnia Del sud.
Nolte de fet va seguir Bob Knight durant molts partits el 1992 per investigar el paper. Knight apareix a la pel·lícula com ell mateix però no té cap text.
French Lick és la ciutat natal de Larry Bird, que interpreta una escena amb Nolte a l'exterior de la casa de Bird.
Blue Chips presenta diversos jugadors famosos i entrenadors, Jerry Tarkanian, Pintor Mat, i Jim Boeheim entre d'altres. Bob Cousy, membre de Hall of Fame té un paper com el director atlètic de la universitat on Pete Bell és entrenador.
Va ser la primera pel·lícula de Friedkin per la Paramount Pictures des de 1977 amb Sorcerer, la producció de la qual havia tensionat la seva relació amb l'estudi durant anys. Les seves pròximes tres pel·lícules també serien tretes per la Paramount. Alguns van atribuir això a la seva relació amb el cap de la Paramount, Sherry Lansing.

## Repartiment
- Nick Nolte: Pete Bell
- Mary McDonnell: Jenny
- Alfre Woodard: Lavada McRae
- J.T. Walsh: Happy
- Ed O'Neill: Ed
- Shaquille O'Neal: Neon
- Anfernee Hardaway: Butch McRae
- Robert Wuhl: Marty
- Bob Cousy: Vic
- Matt Nover: Ricky Roe
- Cylk Cozart: Slick